# Droga krajowa 62

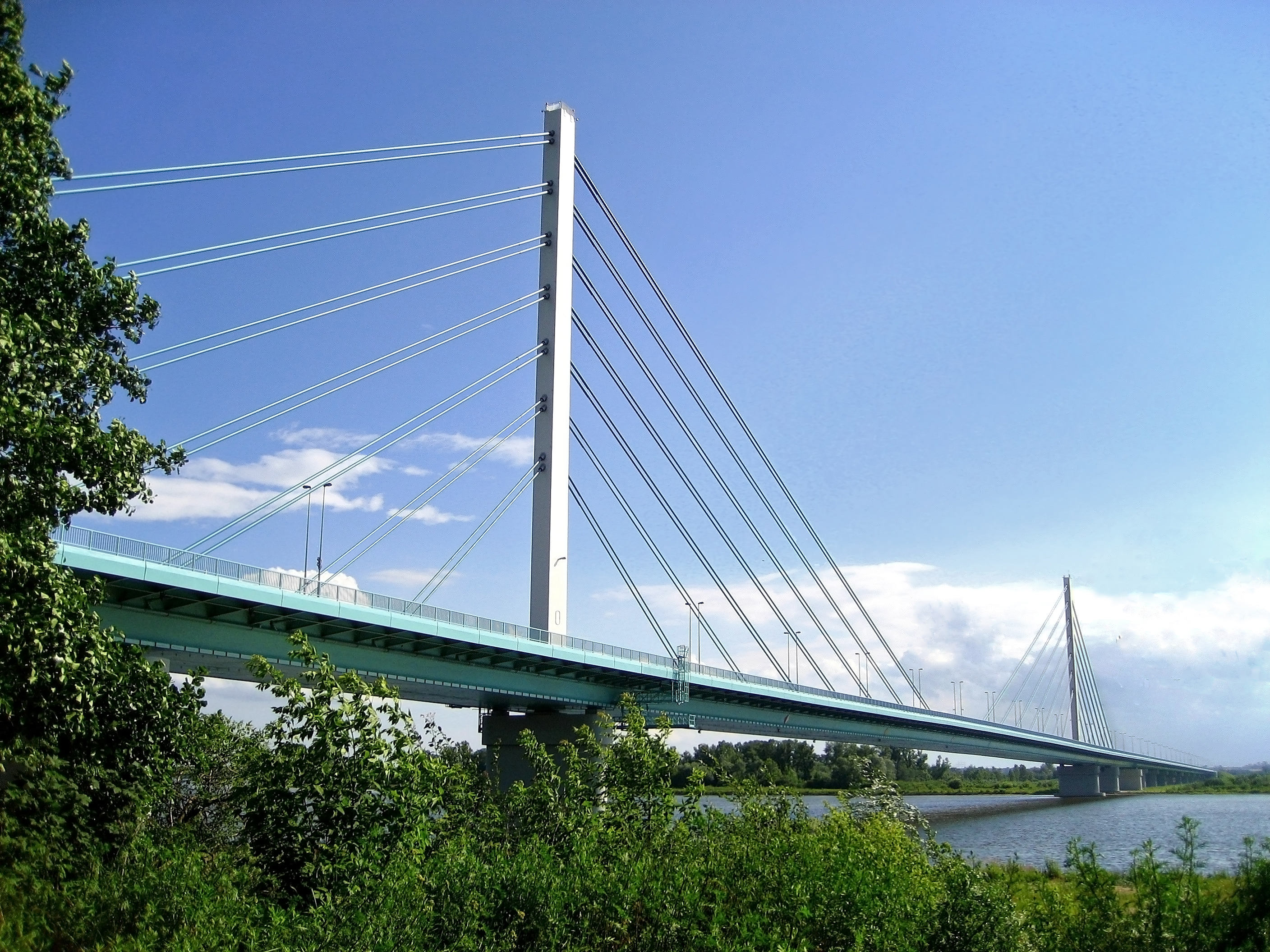
Weichselbrücke (Most Solidarności) bei Plock

Die Droga krajowa 62 (DK62) ist eine Landesstraße in Polen.

## Verlauf
Die Straße beginnt in Strzelno (Strelno), wo sie von DK15 und der DK25 nach Nordosten abzweigt, und verläuft von dort über Keuszwica, Radzejów und Brześć Kujawski kreuzt anschließend die Autostrada A 1 bei der Anschlussstelle Pikutkowo und erreicht sodann die Stadt Włocławek (deutsch auch: Leslau). Hier wird die DK1 gekreuzt, 4 Kilometer später zweigt die DK67 über eine Weichselbrücke nach Norden ab. Die Straße folgt nun dem linken Ufer der Weichsel flussaufwärts bis auf die Höhe von Płock, das am jenseitigen Ufer der Weichsel liegt, vereinigt sich mit der DK60 und überquert mit dieser auf einer zweibahnigen Brücke (Most Solidarności) östlich außerhalb der Stadt die Weichsel. Anschließend verläuft sie in der Nähe des rechten Flussufers über Wyszogród nach Zakroczym, wo die S7 (E 77) gekreuzt wird. Weiter verläuft sie über Nowy Dwór Mazowiecki, wo die kurze DK85 einmündet, und dann in der Nähe des Nordufers des Narew nach Serock, kreuzt hier die DK61 und überquert den Narew, um in gerader Linie bis Wyszków zu verlaufen, wo sie den Bug überquert. Danach wird die S8 (E 67) gequert. Die Straße verläuft weiter nach Łochów, wo die DK50 gekreuzt wird. Von hier führt sie nach Węgrów und weiter nach Sokołów Podlaski; hier wird die DK63 gekreuzt. Über Drohiczyn erreicht die Straße die DK19 rund 4 Kilometer südlich von Siemiatycze und endet hier.
Die Länge der Straße beträgt rund 361 Kilometer.

## Wichtige Ortschaften an der Strecke
Woiwodschaft Kujawien-Pommern (województwo kujawsko-pomorskie):
- Strzelno
- Włocławek

Woiwodschaft Masowien (województwo mazowieckie):
- Płock
- Wyszogród
- Nowy Dwór Mazowiecki
- Serock
- Wyszków
- Łochów
- Sokołów Podlaski

Woiwodschaft Podlachien (województwo podlaskie):
- Siemiatycze